# Tischfernsprecher W 38

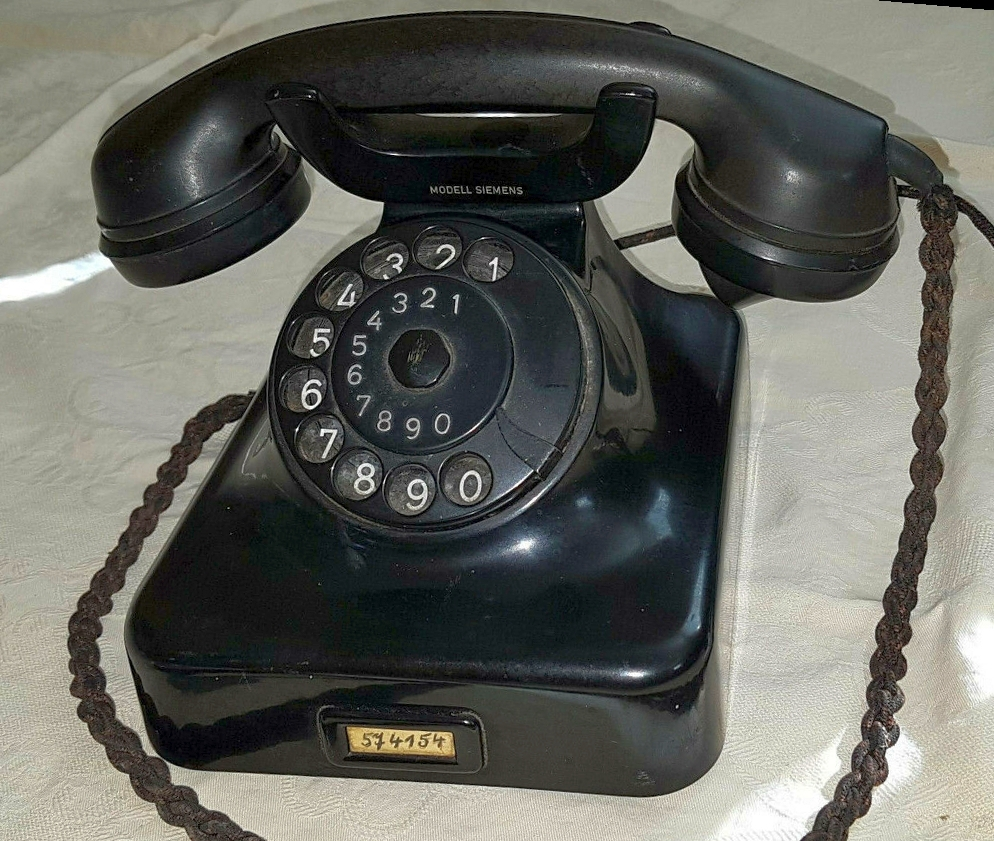
W 38 Baujahr April 1939 von Siemens & Halske

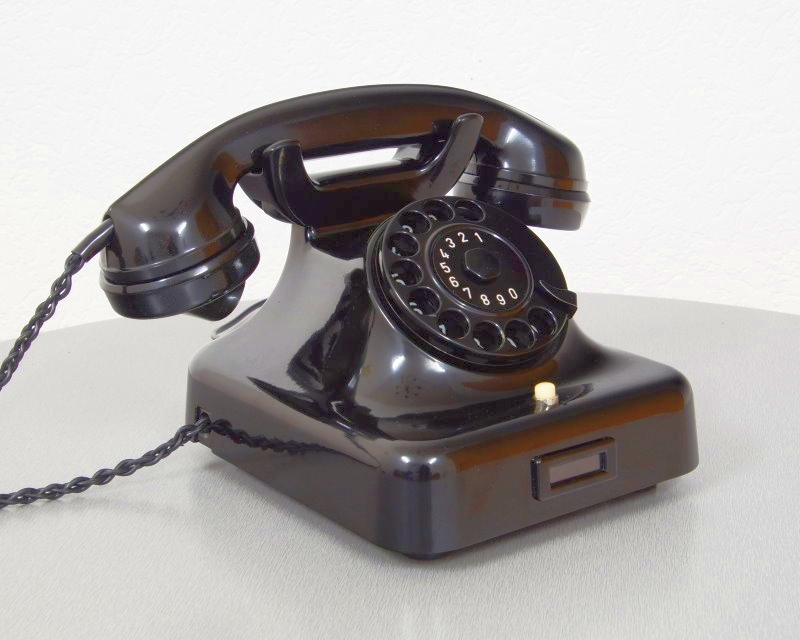
W 38 Baujahr Juni 1947 von Siemens & Halske

Der Tischapparat W 38 (Wählapparat 38) wurde im Jahr 1938 maßgeblich von der Firma Siemens & Halske entwickelt, Siemens & Halske war bis 1945 auch der alleinige Hersteller. Dieser Fernsprecher wurde von der Deutschen Reichspost ab 1940 als Nachfolger des W 28 eingesetzt, wobei Letzterer trotzdem weiterhin parallel gefertigt wurde. Der W 38 ist die Verbesserung des äußerlich fast gleichen Modells 36 von 1936, das wegen technischer Unzulänglichkeiten keine Reichspost-Zulassung bekam und nur als Nebenstellenapparat eingesetzt werden durfte. Nach 1945 wurde der W 38 von verschiedenen Herstellern in Lizenz gebaut.

## Allgemeines
Beim W 38 wurde zum ersten Mal der Nummernschalter Bauart „NS 38“ verwendet, die kleine Ziffernscheibe aus Aluminium war nicht flach, sondern hochgewölbt. Dieser Nummernschaltertyp (Siemens-Bezeichnung Fg.sch.180.T.1) ermöglicht durch einen zusätzlichen Kontakt, der die letzten zwei Impulse kurzschließt, die von der Reichspost geforderte Zwangspause beim Wählen zwischen den einzelnen Ziffern, wodurch man Fehlverbindungen in bestimmten Fällen vermeidet. Bis 1940 war der Nummernschalter (wie schon im W 28 und Modell 36) bei aufgelegtem Handapparat („Hörer“) arretiert. Schaltungstechnisch ist das nicht mehr notwendig – die Sperre hat nur noch den Effekt, das „richtige Telefonieren“ (Handapparat abnehmen, Wählton abwarten, Rufnummer wählen) zu erzwingen. Die zweiteilige, zum Mund gerichtete trichterförmige Einsprache (abschraubbare untere Mikrofonabdeckung des Handapparates) mit den drei waagerechten Schlitzen wurde unverändert vom Modell 36 übernommen. Die Grundplatte aus Stahl ist wie beim Modell 36 nicht in das Gehäuse eingelassen. Diese hat auch keine Schallaustritts-Öffnungen unter den Glocken. Die Siemens-Modellbezeichnung ist Fg.tist.182a ohne, Fg.tist.182b mit Erdtaste, in der Hörergabel ist an der Vorderseite "MODELL SIEMENS" eingraviert.

## Erscheinungsbild
Gehäusehaube und Handapparat des W 38 sind aus dem duroplastischen Kunststoff Bakelit meist in hochglänzendem Schwarz gefertigt. Die elfenbeinfarbene Luxusausgabe mit Nummernschalter mit weißen Ziffern auf schwarzem oder braunem Grund gab es nur in sehr kleiner Stückzahl. Die elektrischen und mechanischen Bauteile befinden sich auf einer massiven Metall-Grundplatte und sind mit Kabelbäumen frei verdrahtet. Der doppelspulige Wecker hat zwei Stahl-Glockenschalen mit unterschiedlicher Tonlage, welche einen angenehmen, harmonischen Klang erzeugen. Zeitgleich zum Tischmodell wurde auch eine Ausführung zur Wandmontage produziert, der „W 38 Wand“. Außerdem gibt es diverse Sonderausführungen für Telefonanlagen. Der W 38 wurde ab 1949/50 in der Bundesrepublik Deutschland durch das nahezu baugleiche Modell W 48 ersetzt. Während der Kriegszeit wurde die Produktion zurückgefahren, das erklärt wohl die Seltenheit dieser Apparate. Die Vorkriegs-Exemplare bis September 1939 und insbesondere die elfenbeinfarbenen Modelle sind absolute Raritäten. Meist findet man heute (2015) noch wenige Nachkriegsmodelle ab 1946. Bei diesen ist die Grundplatte wie beim Nachfolger W 48 in das Gehäuse eingelassen. Zur Erhöhung der Weckerlautstärke wurden unter den Glocken Schallaustritts-Öffnungen eingestanzt. Der Nachteil einer eingelassenen Grundplatte ist die um ca. 50 % geringere Materialstärke an den Gehäuseunterkanten. Das hat zur Folge, dass die Unterkanten leicht abplatzen, wenn der Apparat durch Unachtsamkeit gegen diese Kanten gestoßen wird. Man sieht viele gebrauchte Apparate mit beschädigten Unterkanten, auch beim Nachfolgemodell W 48.

## Reichspostzulassung
Die Zulassung erfolgte 1938. Trotzdem orderte die Reichspost erst 1940 diesen Apparat in größeren Stückzahlen. Im Jahr 1941 waren bereits 30.000 Apparate im Einsatz. Die Glockenschalen des Weckers wurden nun zum Einsparen von höherwertigem Metall für die Kriegsrüstung aus Pressglas gefertigt. Diese haben im Gegensatz zu den Metallschalen einen eher klirrend-rasselnden, weniger schönen Klang. Im Vergleich zum Modell 36 ist das Bakelit des Gehäuses dicker und die Gehäuseschrauben befinden sich an anderer Stelle, um ein Verwechseln der Gehäuseteile mit denen älterer Modelle zu vermeiden. Der neue Nummernschalter vom Typ „NS 38“ wählt nun immer zwei Impulse mehr, das heißt bei Wahl einer 'Eins' erzeugt der Nummernschalter drei Impulse, von denen allerdings zwei elektrisch durch den neu hinzukommenden nsr-Kontakt (Reduzier- oder Ruhekontakt) wieder kurzgeschlossen werden. Sinn dieser Veränderung ist eine Zwangspause von mehr als 120 Millisekunden zwischen der Wahl von zwei Ziffern, um Fehlverbindungen zu vermeiden. Äußerlich erkennt man diese Veränderung auch an der Fingerlochscheibe. Für die Wahl der Ziffer 'Eins' muss man nun fast eine viertel Umdrehung machen – also die Scheibe um drei Löcher zum Fingeranschlag vorwärtsdrehen. Auch das weiterhin produzierte Modell 36 erhielt ab etwa 1940 diesen neuen Nummernschalter – zunächst ebenfalls mit mechanischer Sperre.
Im Vergleich zum Vorgänger W 28 wurde auch die elektrische Schaltung leicht geändert. Eine Wahlsperre bei aufgelegtem Handapparat ist technisch nicht mehr notwendig, weil nun der nsa (Nummernschalter Arbeitskontakt) hinter den Gabelumschalter geschaltet wurde. Die Anordnung der Bauelemente wurde im Gegensatz zum Modell 36 auf der Grundplatte verändert. Übertrager und Kondensator wechselten die Seiten, der Gabelumschalter wurde nun mittig angeordnet. Der im Modell 36 optional einsetzbare Rundfunkfilter ist nicht mehr vorgesehen. Eine erweiterte Rückhördämpfung (mit 0,3-µF-Kondensator und 600-Ohm-Widerstand) befindet sich nur in den ersten Modellen des W 38. Der herkömmliche 1-µF-Kondensator ist übrigens mit dem zusätzlichen 0,3-µF-Kondensator als Doppelkondensator in einem gemeinsamen Gehäuse untergebracht. Erst im W 48 (West) der 1960er Jahre und im W 61 (Ost) findet sich wieder eine ähnliche Schaltung.

## W 38 – DDR

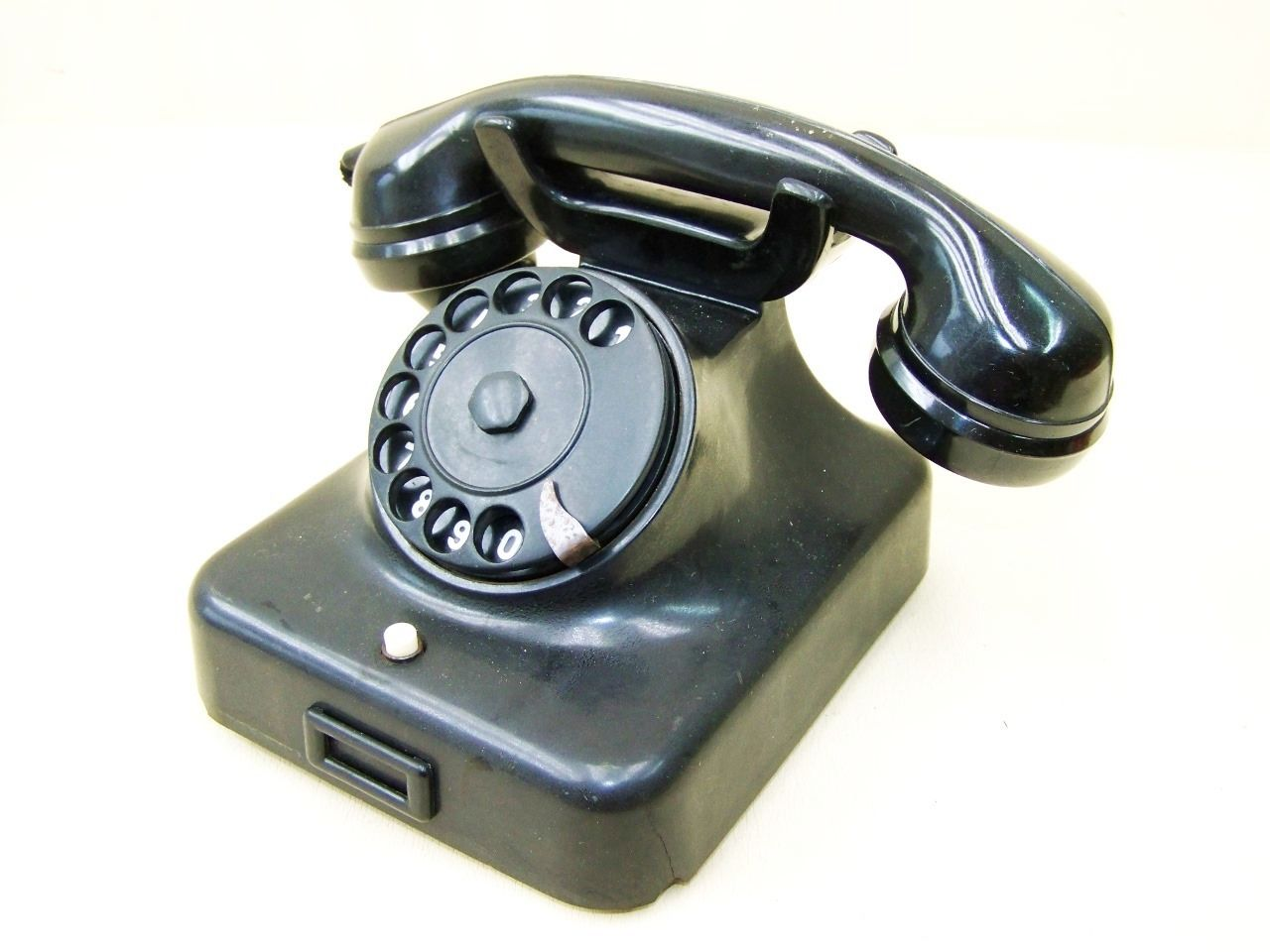
Ein W 38 in Ausführung Deutsche Post der DDR

In der DDR wurde der W 38 noch bis in die 1960er Jahre vom einstigen DeTeWe Fernmeldewerk Nordhausen (Nordfern, später VEB Fernmeldewerk Nordhausen bzw. VEB RFT) für die Deutsche Post gebaut. Die Schaltung wurde gegenüber dem Reichspost-W 38 geringfügig modifiziert. Den Ost-W 38 gibt es mit und seltener ohne Erdtaste. Die Glasglocken behielt man bis zum Ende seiner Produktion bei. Die Standardfarbe ist schwarz, es wurden wenige Exemplare in weinroter Farbe hergestellt. Er wurde anfangs noch mit Metall-Bodenplatte gefertigt, die im Gegensatz zum Reichspostmodell in das Gehäuse eingelassen war – später kam auch dort Duroplast zum Einsatz. Als Nummernschalter wurde wie beim Reichspostmodell ein NS 38 verwendet, ohne kleine Ziffernscheibe. Bei vielen DDR-W 38 sieht man eine PVC-Spiralhörerschnur, die meist hinten mittig in das Gehäuse geführt wird, es gibt aber auch Exemplare mit seitlich links eingeführter Schnur wie beim alten Reichspost-Modell. Einzige funktionserweiterte Variante auf Basis des Ost-W 38 ist die „Vorzimmeranlage 38“, eine einfache Chef-/Sekretäranlage. Originale DDR-W 38 sind heute noch recht häufig erhältlich, wenn auch oft in mangelhaftem Zustand. Nachfolger war ab 1955 zuerst der W 55 (Gehäuse vom W 38 mit modifizierter Schaltung), dann der seltenere W 38/58 (Gehäuse vom W 38 mit der Schaltung des W 58) und ab 1958 kam der neu konstruierte W 58 – ebenfalls mit schwarzem Bakelitgehäuse, aber in völlig veränderter Form. Einige DDR-W 38 waren noch bis zur Wiedervereinigung 1989 in Betrieb.
Aufgrund ihrer unverwechselbaren Optik gelten die Modelle 36, W 38 und W 48 heute als Klassiker des Industriedesigns. Wegen ihrer ehemals sehr großen Verbreitung haben sie noch heute einen hohen Bekanntheitsgrad in der deutschen Bevölkerung. Sie stehen für „das alte Telefon“ schlechthin.
Ausführliche technische Beschreibungen und Abbildungen finden sich in den Artikeln zum Modell 36 und W 48.